# 스위스 U-17 축구 국가대표팀
스위스 U-17 축구 국가대표팀(독일어: Schweizer Fußballnationalmannschaft der U-17-Junioren)은 스위스를 대표하는 17세 이하의 축구 국가대표팀으로, 스위스의 축구 관리 기관인 스위스 축구 협회의 관리를 받는다. UEFA U-17 축구 선수권 대회에 1번 참가해 2009년에 우승했으며, FIFA U-17 월드컵 또한 1번 참가해 2002년에 우승을 차지했다.